# Сесея
Сесея — назва протосомалійської племінної конфедерації, а також географічного регіону, розташованого вздовж південно-західного узбережжя Аденської затоки. На півночі та заході Сесея межувала з Аксумом, на сході — з Долиною Ароматів, на південному сході — з Раузо. На рубежі Х століття була витіснена королівством Адал.

## Назви
Цивілізація та географічний регіон Сесея мала декілька назв — у тому числі власне Сесея та Сасоу; остання час від часу замінюється назвами Берберія та Берберське узбережжя. Мешканців Сасоу називали берберами. Регіон Сасоу також описується як земля, що лежить на захід від Аромати, названої так через великі обсяги площ та високі кількісно-якісні характеристики врожаїв благовоній.

## Географія та історія
На території Сесеї знаходились міста-держави Аваліт, Малао, Моссіл та Мунд.
Протягом середини I тисячоліття, за Козьмою Індикопловом, поперемінно вживалися назви Сесея та Берберія; Сесея як така охоплювала кордони Аксума біля нинішньої Джибуті на заході та невелику частину Сомалійського півострова біля Гвардафуя на сході.
Більш традиційний опис Сесеї характеризує її як таку, що простягається від територій, що приблизно відповідають сучасній Джибуті, на захід до кордону з Аксумом, що приблизно відповідає кордонам сучасної Еритреї, та до Вокуй-Гальбіда на сході.

## Політика
Міста-держави Сесеї діяли незалежно одне від одного — разом вони були скоріше конфедерацією, аніж єдиним організмом. Кожне місто або поселення мало своє осібне керівництво. З часом місто Зейла стало популярним торговельним портом регіону. До моменту повного занепаду Сесеї Зейла функціонувала як її економічна столиця. Протягом другої половини І тисячоліття період Сесеї, можливо, був часом найбільшого релігійного різноманіття в регіоні — практикувалися ваакізм, юдаїзм, що розповсюдився внаслідок торгових зв'язків з Хим'яром, християнство, що прийшло сюди багатьма шляхами, в тому числі з Аксумського царства, та іслам, що розповсюдився із Зейли. Загальноприйнятим є твердження, що протосомалійська королева Аравело була коронована в Сесеї. До кінця І тисячоліття регіон також згадувався під назвами Симур та Мендель, а його мешканці — як чорні бербери.

## Армія
Згідно з Козьмою Індикопловом, давні записи, відомі як Monumentum Adulitanum, написані невідомим правителем міста Адуліс, розповідають про його битву з сесейцями та подальше їх підкорення. У записах детально розповідається про те, як король хвалився здобуттям миру для всього світу шляхом підкорення Сесеї, яка після цього почала платити йому данину. Хоча міста Сесеї були незалежні одне від одного, вони іноді об'єднувались у єдине ціле перед великою зовнішньою загрозою, згідно з дописами неназваного правителя Аксума, який стверджував, що бився з багатьма племенами Сесеї одночасно.

## Економіка
Головною та найбільш прибутковою статтею експорту сесейців був експорт золота до Абіссинії. Сесейці здійснювали експорт двічі на рік, коли каравани з Абіссинії з'являлися на території Сесеї та привозили в обмін товари. Значною статтею експорту сесейців був також фіміам.
Каравани з Абіссинії були завжди дуже добре озброєні та зазвичай включали 500 торговців. Головними статтями експорту абіссинців до Сесеї були велика рогата худоба, залізо та сіль.